# 松翁院
松翁院（しょうおういん）は、千葉県富津市にある浄土宗の寺院。

## 歴史
1495年（明応4年）、梵蓮社行誉によって開山された。鎌倉光明寺第8世住職観誉祐崇が、後土御門天皇の命により十夜法要を営む際に、行誉も随行し、その修法を身に付けた。その後、行誉は当地で寺を創建し、十夜法要を営んだ。通称が「十夜寺」なのは、これに由来する。かつては、房総半島で唯一引声念仏が行われていたが、現在は行われていない。
当寺の寺宝となっている「釈迦涅槃図」は、1658年（万治元年）に菱川師宣の父・吉左衛門によって制作されたものである。毎年2月15日に開帳されている。
当寺境内に「四面石塔」がある。銘文によれば「寛文十年（1670年）」に造立されたもので、その四面に漢字・梵字・篆字・諺文（ハングル）で「南無阿弥陀仏」と刻まれている。館山市の大巌院に倣って作られたものと推測される。

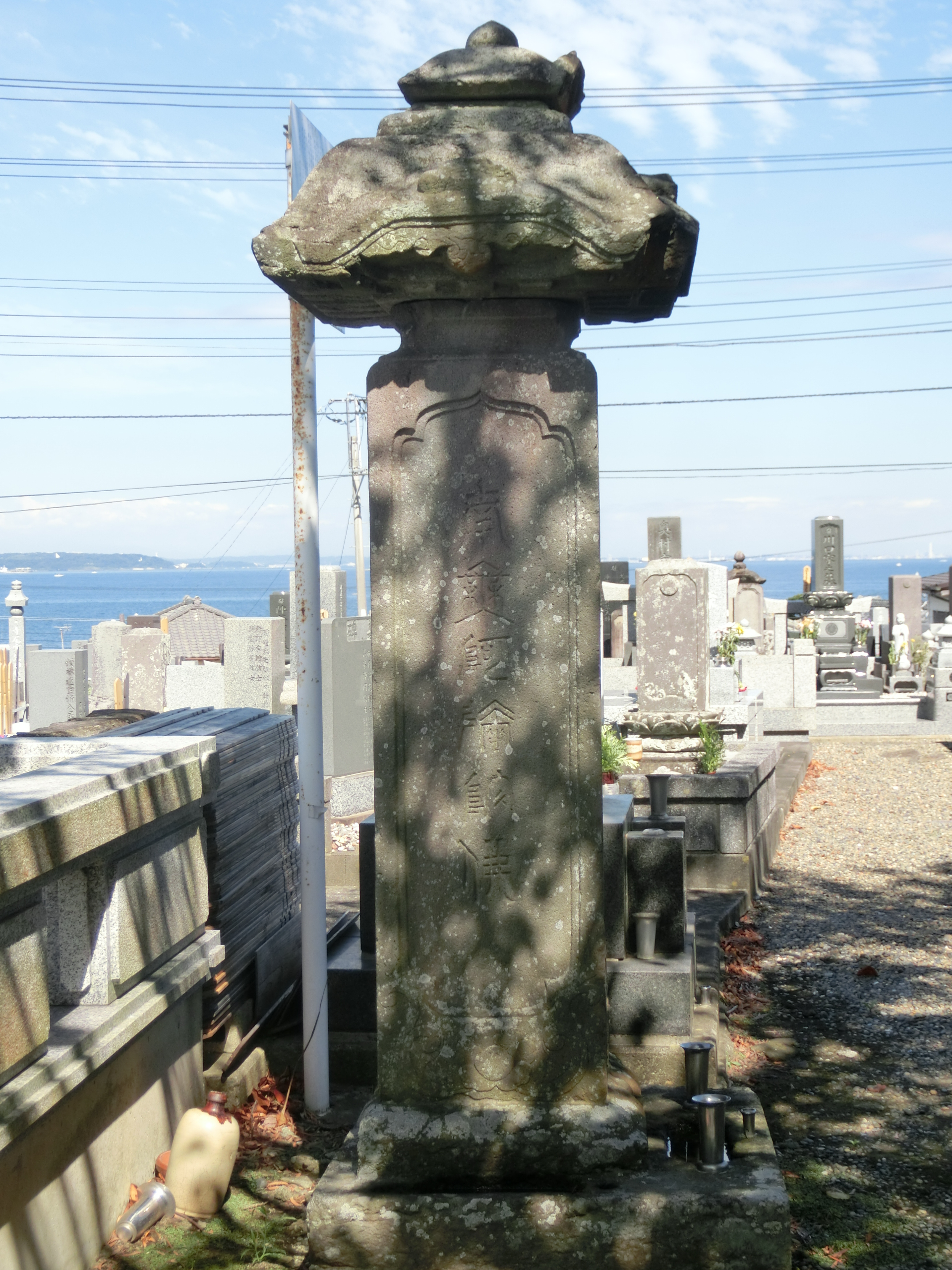
四面石塔
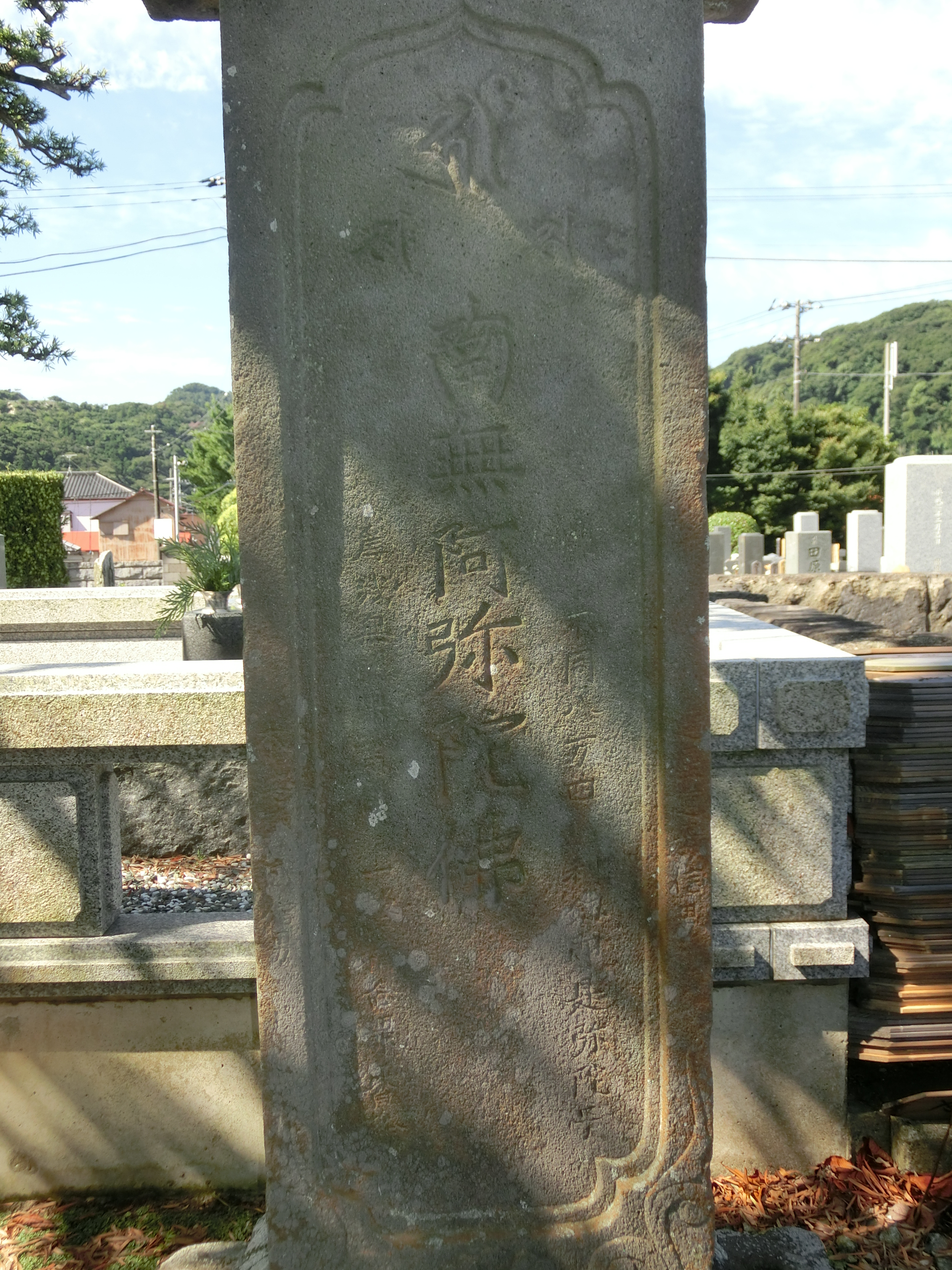
四面石塔（漢字）
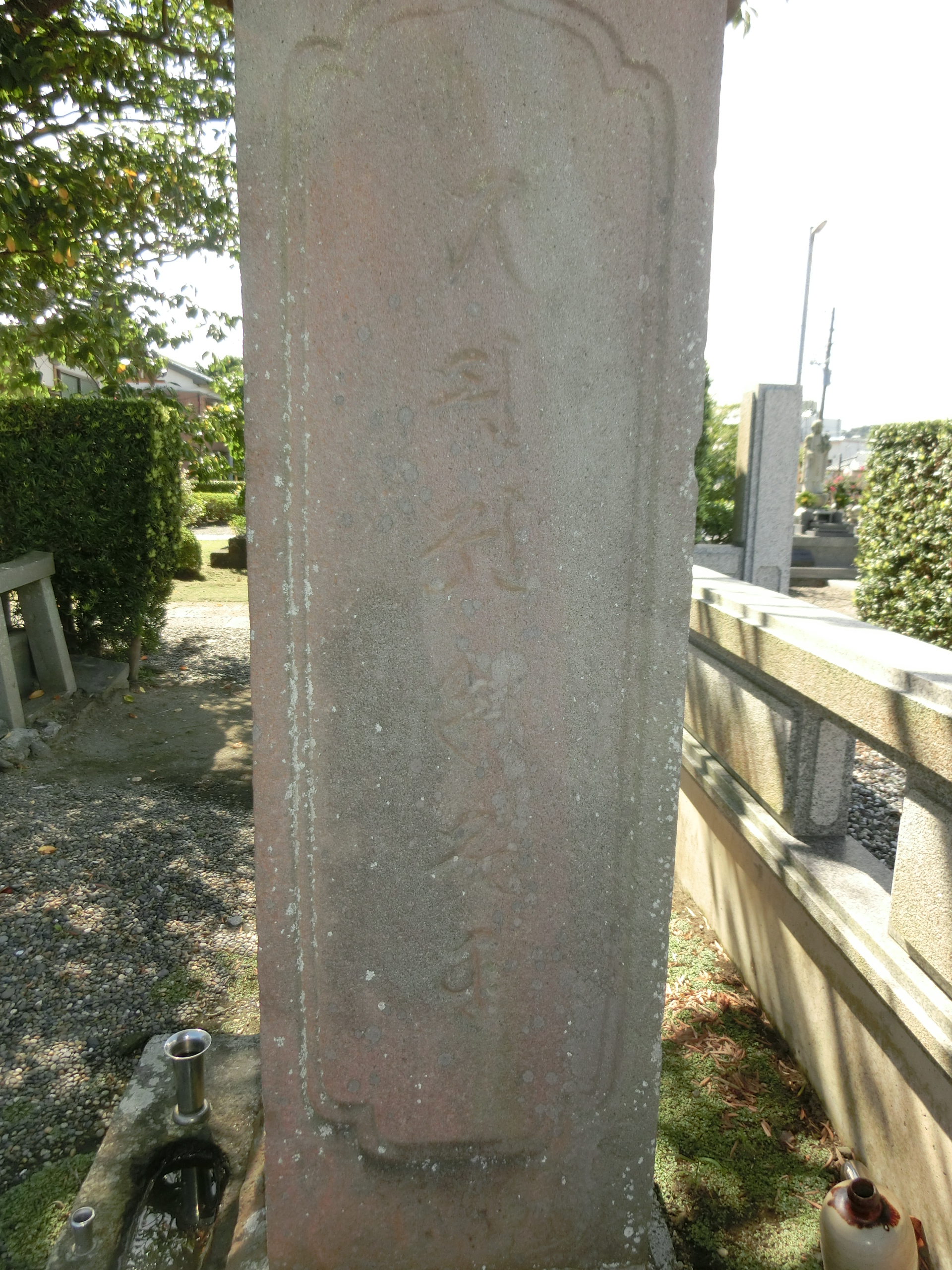
四面石塔（梵字）
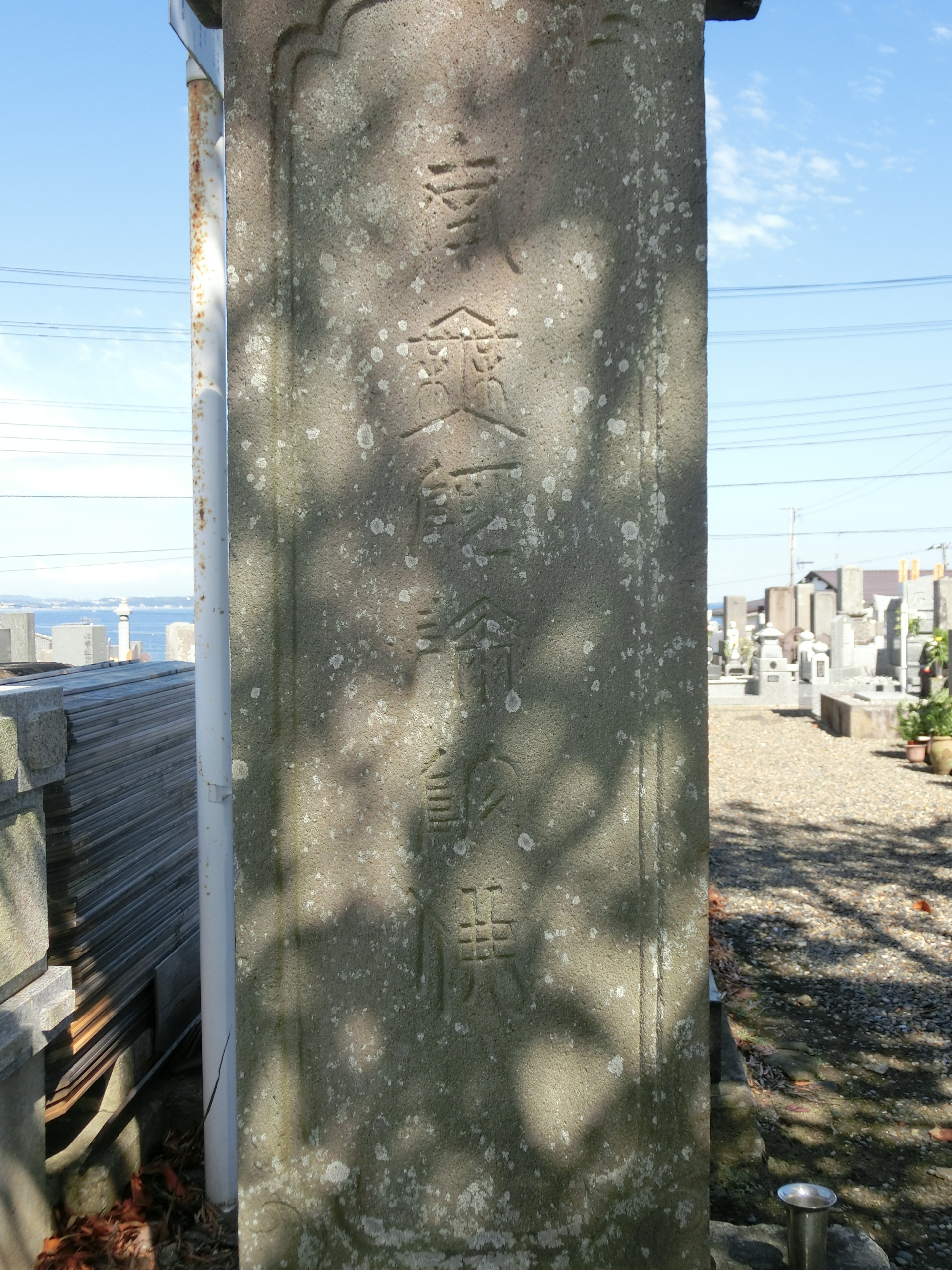
四面石塔（篆字）
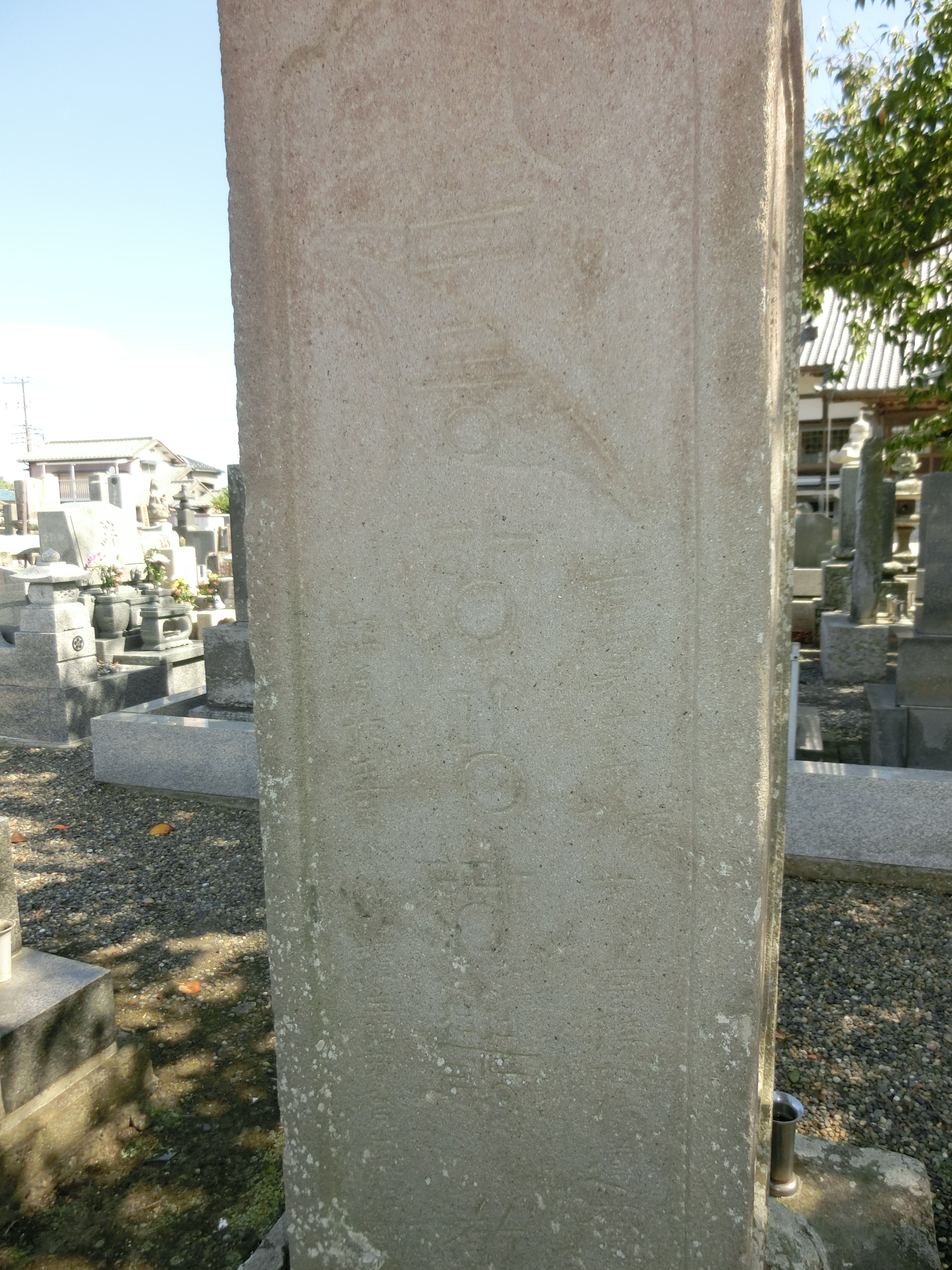
四面石塔（諺文）

## 文化財
- 釈迦涅槃図（千葉県指定有形文化財 昭和29年3月31日指定）[5]

## 交通アクセス
- 路線バス十夜寺前停留所より徒歩2分。